# Anthony Coleman
Anthony Coleman (Brooklyn (New York), 30 augustus 1955) is een Amerikaanse jazzmuzikant (zang, piano, trombone, toetsen) en componist.

## Biografie
Coleman nam onderricht bij Jaki Byard en studeerde compositie aan het New England Conservatory of Music en aan de Yale School of Music. Verder nam hij deel aan een seminarie van Mauricio Kagel in het Centre Acanthes in Aix-en-Provence. Daarna keerde hij terug naar New York, waar hij bekend werd door zijn spel met John Zorn. Hij was betrokken bij de opname van Zorns albums Cobra, Kristallnacht, The Big Gundown, Bar Kokhba en Spillane. Verder werkte hij met Elliott Sharp, David Moss, Dave Douglas, Guy Klucevsek, Marc Ribot (Los Cubanos Postizos), David Krakauer, Shelley Hirsch, Greg Cohen, Joey Baron en verdere muzikanten van het downtowncircuit, waaraan hij tot heden verbonden is. Samen met Roy Nathanson leidde hij meerdere projecten en bracht hij albums uit als Lobster and Friend, waar avant-gardejazz werd gecombineerd met Joods amusement. Tijdens de RuhrTriennale in 2005 presenteerde hij Sandra Weigl met Gypsy in a Tree.
Zijn eigen bands Sephardic Tinge en The Selfhaters, waarmee hij optrad in Europa en meerdere albums opnam, reflecteren zijn interesse aan de Joodse cultuur. Op With Every Breath nam hij als eerste jazzmuzikant een sabatviering op in een New Yorkse synagoge, waarbij naast rabbijns en voorzangers ook talrijke leden van de downtownkring waren betrokken. In 2006 interpreteerde hij tijdens Shmutsige Magnaten liederen van de Jiddische componist en holocaust-slachtoffer Mordechaj Gebirtig.
Coleman bezorgde het downtowncircuit bijzondere impulsen als componist. Vooral kenmerkend is daarbij de balans tussen 'extreme geluidsvorming en een filigraan romantisch melodiebewustzijn' (W. Kampman). Hij componeerde voor Bang on a Can, voor de harpiste Carol Emanuel en voor Klucevsec. In het voorjaar van 2003 doceerde hij aan het Bennington College in Vermont. In 2004 stond Coleman in het middelpunt van het driedaagse festival Abstract Adventures in Brussel. Sinds 2005 is hij werkzaam aan het New England Conservatory.

## Privéleven
Anthony Coleman is getrouwd met de artieste Ljiljana Randjic.

## Discografie
- 2014: The End of Summer (Tzadik Records)
- 2006: Pushy Blueness (Tzadik Records)
- 2006: Shmutsige Magnaten. Coleman Plays Gebirtig (Tzadik Records)
- 1999: With Every Breath: The Music Of Shabbat At BJ (Knitting Factory Works)
- 1996: Selfhaters (Tzadik Records, met Doug Wieselman, Michaël Attias, Fred Lonberg-Holm, Jim Pugliese)
- 1995: Sephardic Tinge (Tzadik Records)
- 1993: Lobster & Friend (Knitting Factory Works)
- 1992: Disco by Night (Avant Records)

### Composities
- Latvian Counter-Gambit, for chamber orchestra
- Mise en Abime
- Goodbye and Good Luck
- Dancers/Meet The Composer